# Chiesa di Sant'Antonio di Padova (Sarajevo)
La chiesa di Sant'Antonio di Padova (in croato: crkva svetog Ante Padovanskog; in serbo: Црква светог Анте Падованског) si trova nella città di Sarajevo, in Bosnia ed Erzegovina.
Costruita tra il 1912 e il 1913, è dedicata al frate francescano Antonio di Padova.

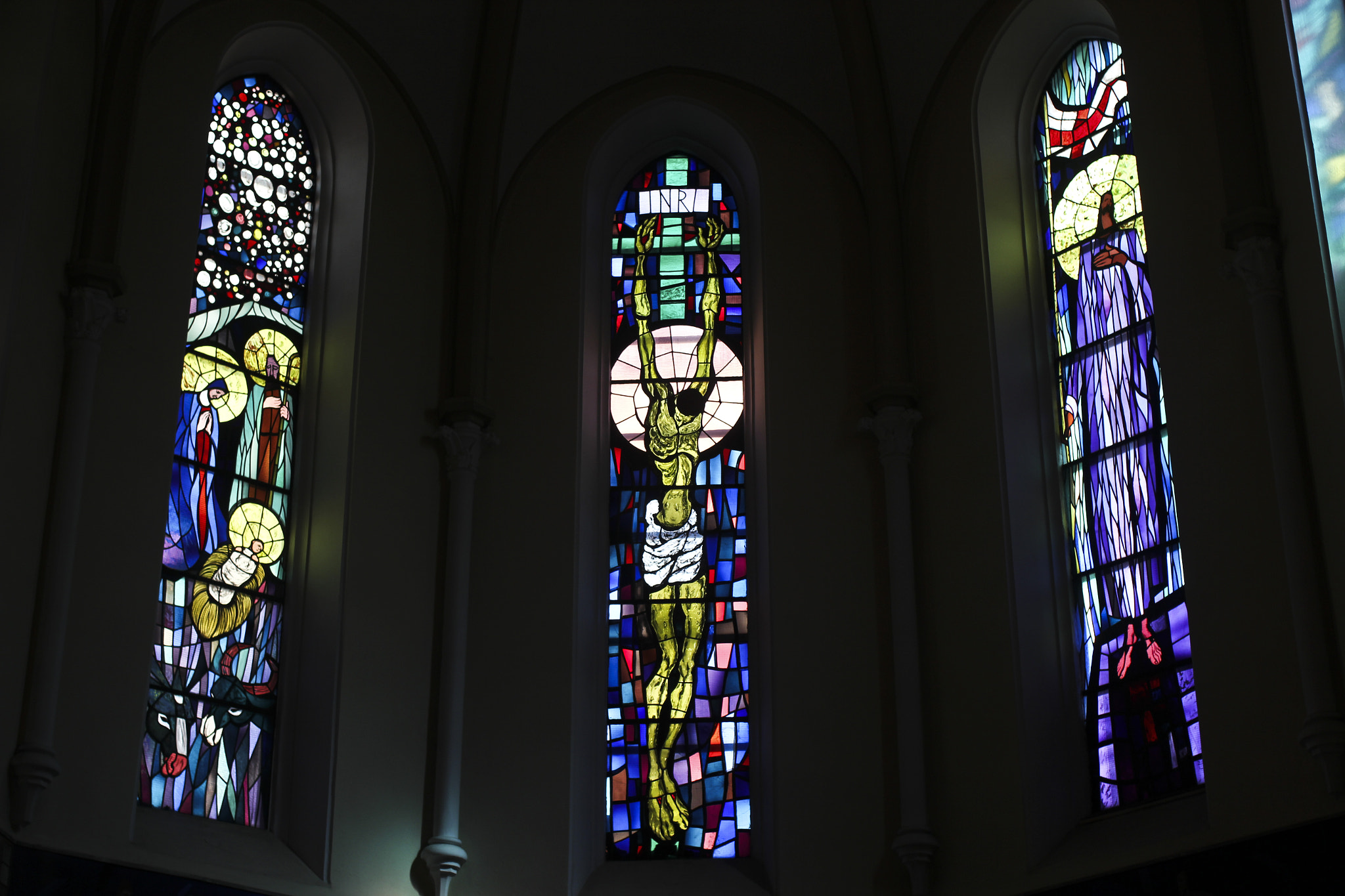
Interno della chiesa